# ベルワルド (小惑星)
ベルワルド (10380 Berwald) は小惑星帯に位置する小惑星。ベルギーの天文学者エリック・エルストがヨーロッパ南天天文台で発見した。
スウェーデンのヴァイオリン演奏家で作曲家、フランツ・アドルフ・ベルワルドから命名された。